# Mink Car
Albums de They Might Be Giants
Long Tall Weekend
(1999) No!
(2002)
Mink Car est un album pop/rock alternatif de They Might Be Giants, sorti le 11 septembre 2001.

## Chansons
- 1. Bangs – 3 min 10 s
- 2. Cyclops rock – 2 min 38 s
- 3. Man, it's so loud in here – 3 min 59 s
- 4. Mr. Xcitement – 3 min 36 s
- 5. Another first kiss – 3 min 06 s
- 6. I've got a fang – 2 min 32 s
- 7. Hovering sombrero – 2 min 13 s
- 8. Yeh yeh – 2 min 40 s (Georgie Fame cover)
- 9. Hopeless bleak despair – 3 min 08 s
- 10. Drink! – 1 min 49 s
- 11. My man – 2 min 57 s
- 12. Older – 1 min 58 s
- 13. Mink car – 2 min 09 s
- 14. Wicked little Critta – 2 min 11 s
- 15. Finished with lies – 3 min 18 s
- 16. She thinks she's Edith head – 2 min 37 s
- 17. Working undercover for the man – 2 min 28 s

## Singles
- Working undercover for the man (2000)
- Man, it's so loud in here (2001)

## Membres
- John Flansburgh: chant, guitare
- John Linnell: chant, clavier, piano
- Dan Miller: guitare
- Danny Weinkauf: basse
- Dan Hickey: batterie